# Flintlås-mekanisme
En flintlås-mekanisme var en affyringsmekanisme, der blev anvendt på flintlås-våben, eksempelvis musketter og pistoler i begyndelsen af 1700-tallet, og var i almindelig brug til midten af 1800-tallet.
Flintlåsen blev udviklet i begyndelsen af 1600-tallet af den franske våbensmed Marin de Bourgeoys.